# Menangle
Menangle är en ort i Australien. Den ligger i kommunen Wollondilly och delstaten New South Wales, i den sydöstra delen av landet, omkring 53 kilometer sydväst om delstatshuvudstaden Sydney.
Närmaste större samhälle är Ingleburn, omkring 18 kilometer nordost om Menangle.
Trakten runt Menangle består i huvudsak av gräsmarker. Runt Menangle är det tätbefolkat, med 476 invånare per kvadratkilometer. Genomsnittlig årsnederbörd är 1 288 millimeter. Den regnigaste månaden är februari, med i genomsnitt 215 mm nederbörd, och den torraste är juli, med 34 mm nederbörd.